# Eucynortula puer
Eucynortula puer is een hooiwagen uit de familie Cosmetidae.